# اسلام در بلغارستان

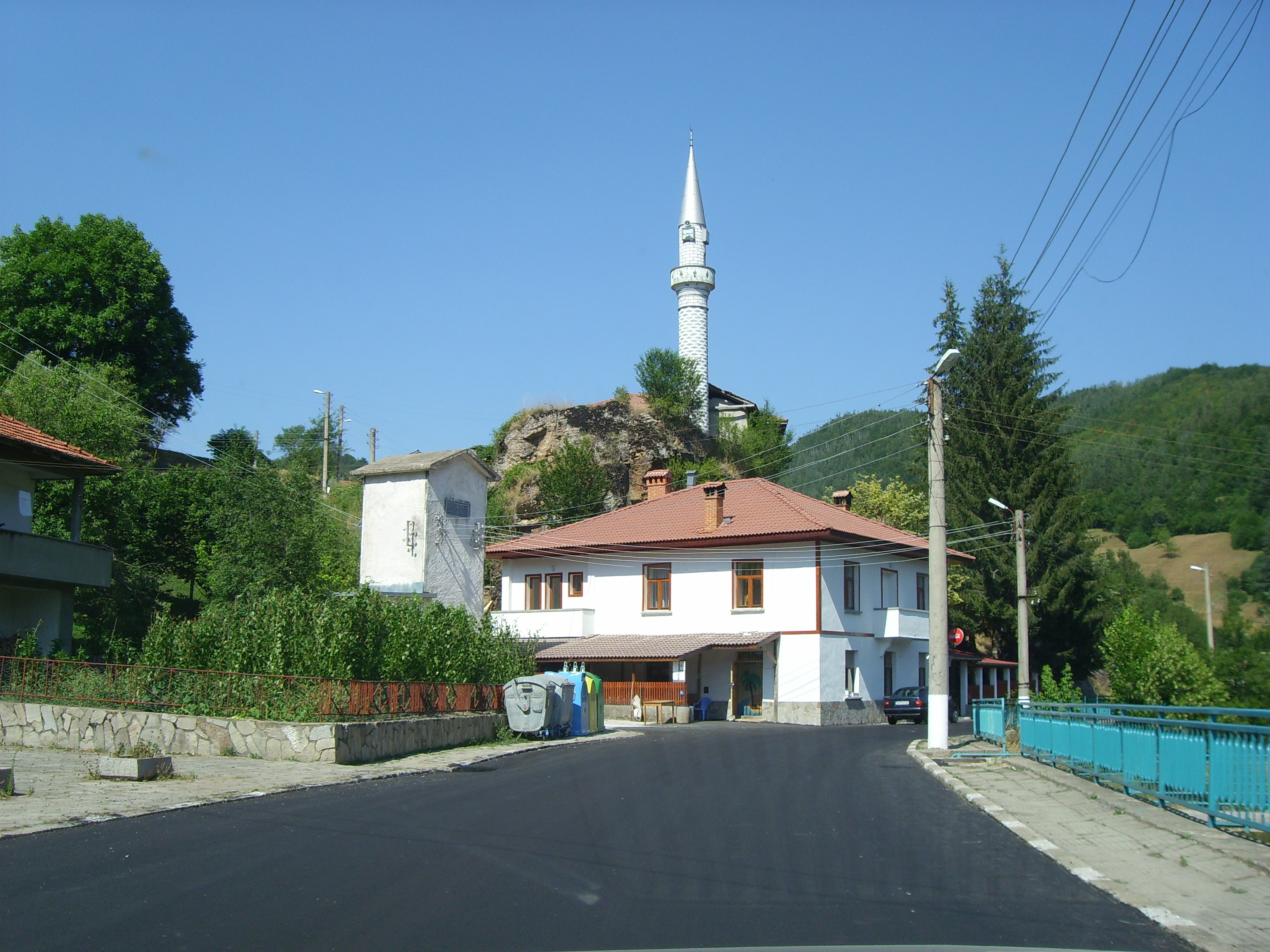
مسجدی در شهر آردای بلغارستان

اسلام در بلغارستان بزرگترین اقلیت دینی این کشور محسوب می‌شود که طبق سرشماری سال ۲۰۱۱ میلادی تعداد مسلمانان این کشور در حدود ۷.۸% و جمعیتی بالغ بر ۵۷۷،۱۳۹ نفر تخمین زده شده‌است.که اکثریت قاطع مسلمانان بلغارستان را مردمان ترک‌تبار تشکیل می‌دهد.نواحی پرجمعیت مسلمانان بلغارستان در مرز با ترکیه و در استان‌های نظیر استان کرجالی، استان سیلیسترا، استان شومن، استان ترگوویشته و استان رازگراد  پراکنده هستند.

## ترکیب قومیتی و مذهبی مسلمانان

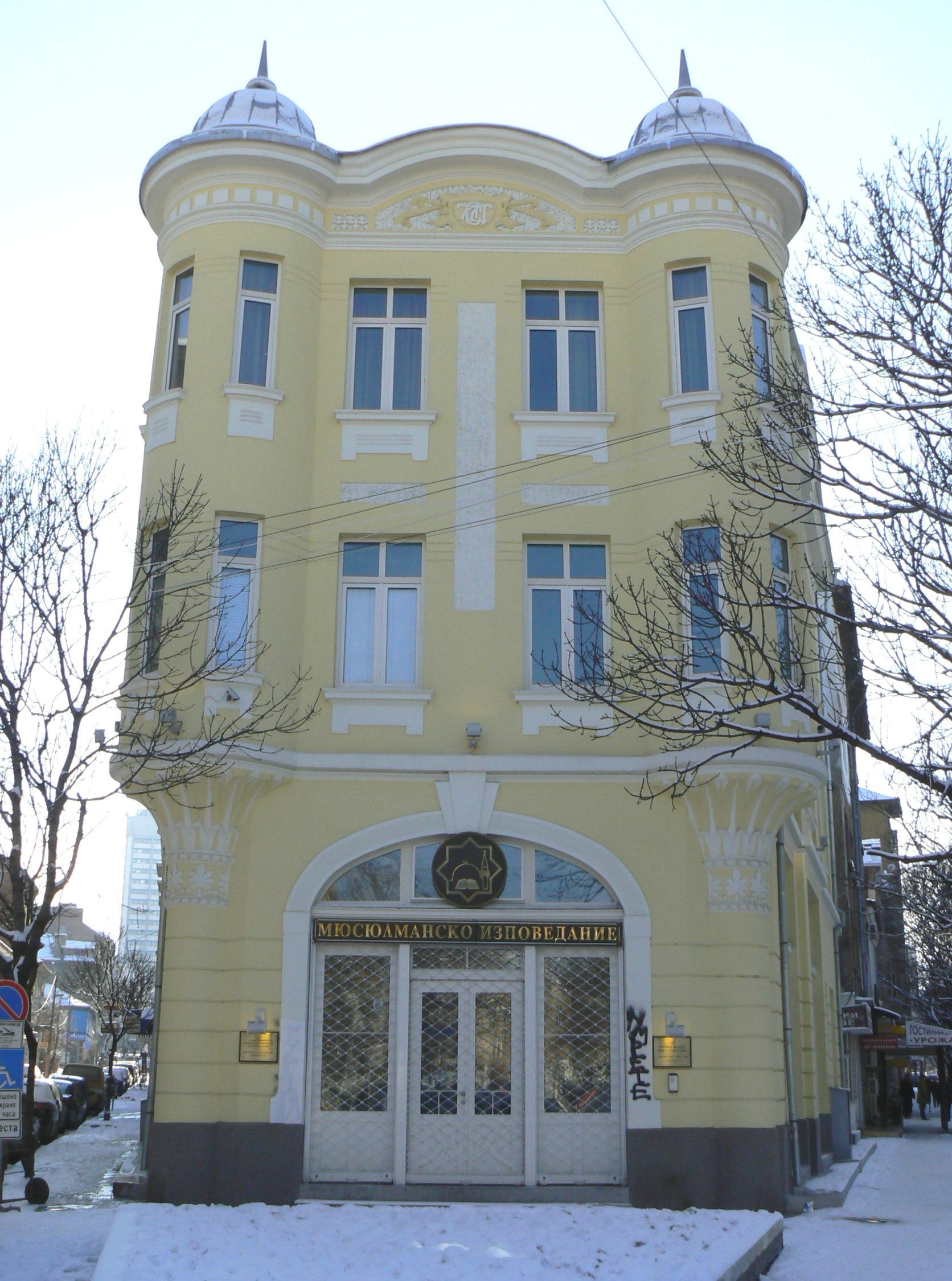
اداره کل امور مسلمانان بلغارستان

ترکیب قومی مسلمانان بلغارستان را به‌طور عمده ترک‌های بلغارستان بعد پوماک‌ها و مسلمانان رومی تشکیل می‌دهند:
- ترک‌ها - ۴۴۴،۴۳۴, که ۴۲۰،۸۱۶ سنی و ۲۱،۶۱۰ شیعه
- پوماک‌ها - ۶۷,۳۵۰
- مسلمانان رومی - ۴۲،۲۰۱
- مجموع- ۵۷۷،۱۳۹

## نگارخانه

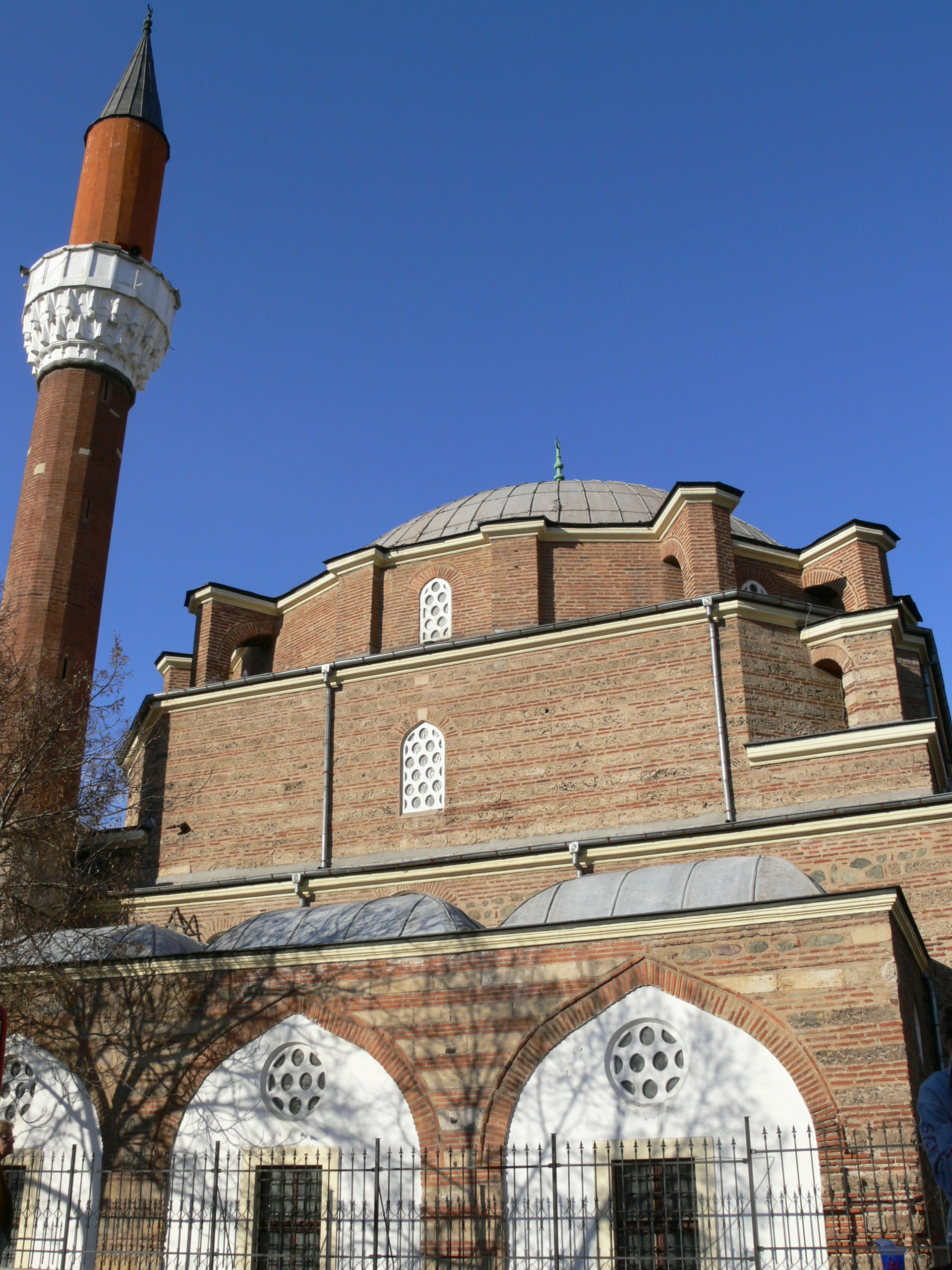
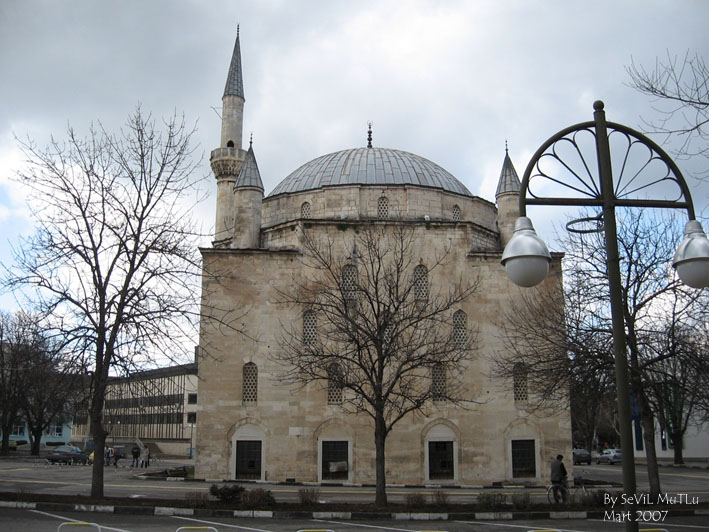
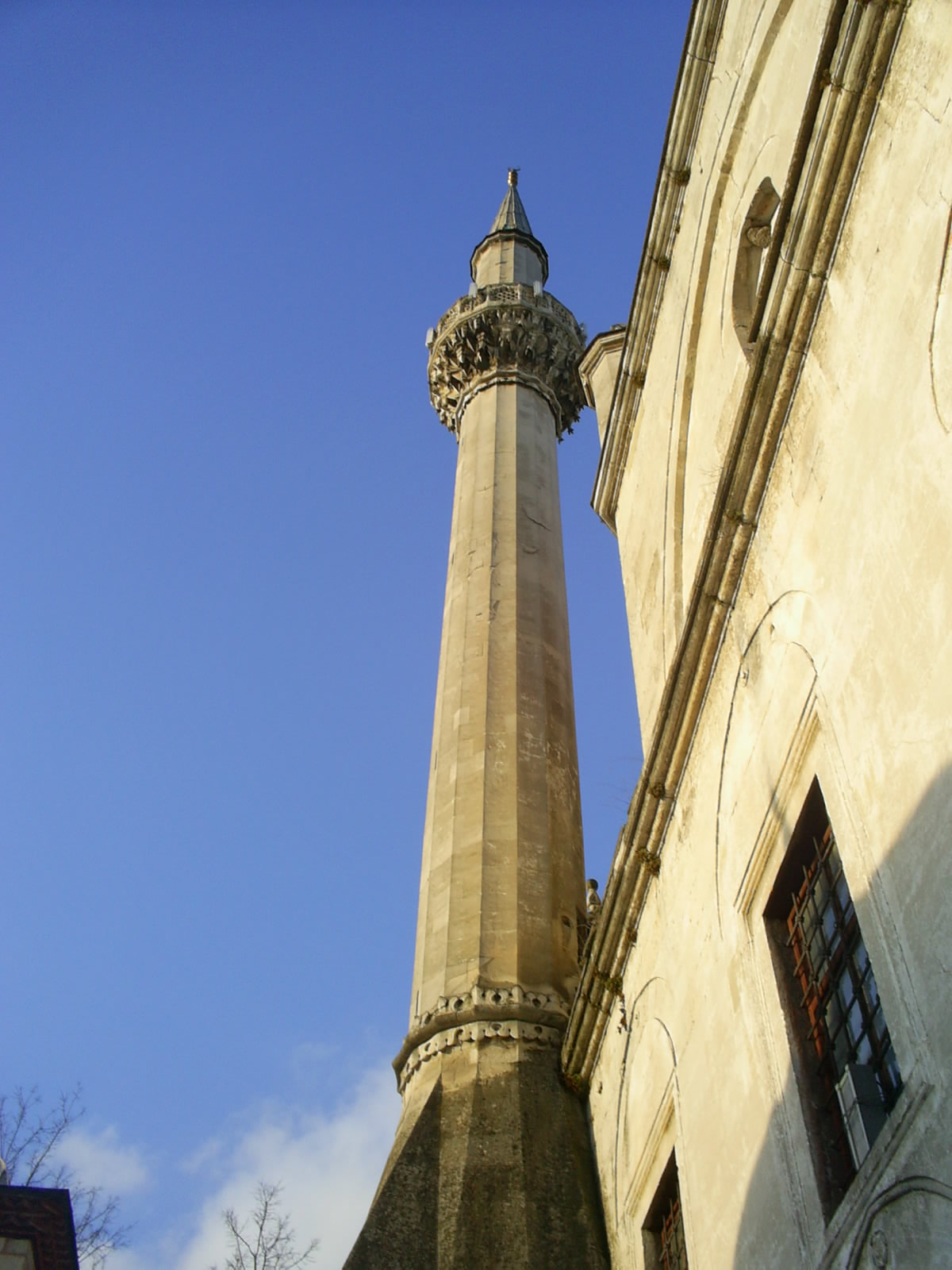
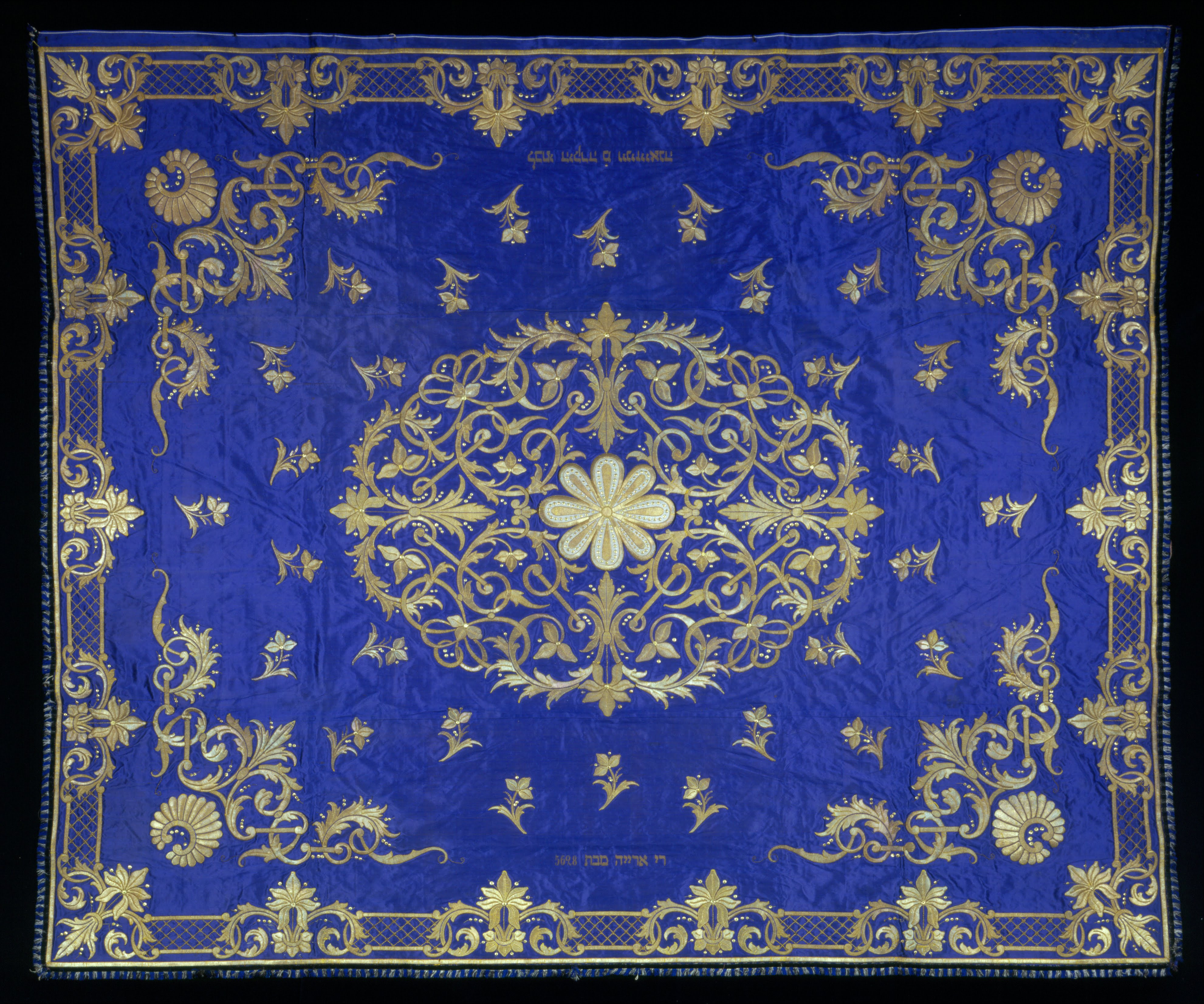